# CVAX

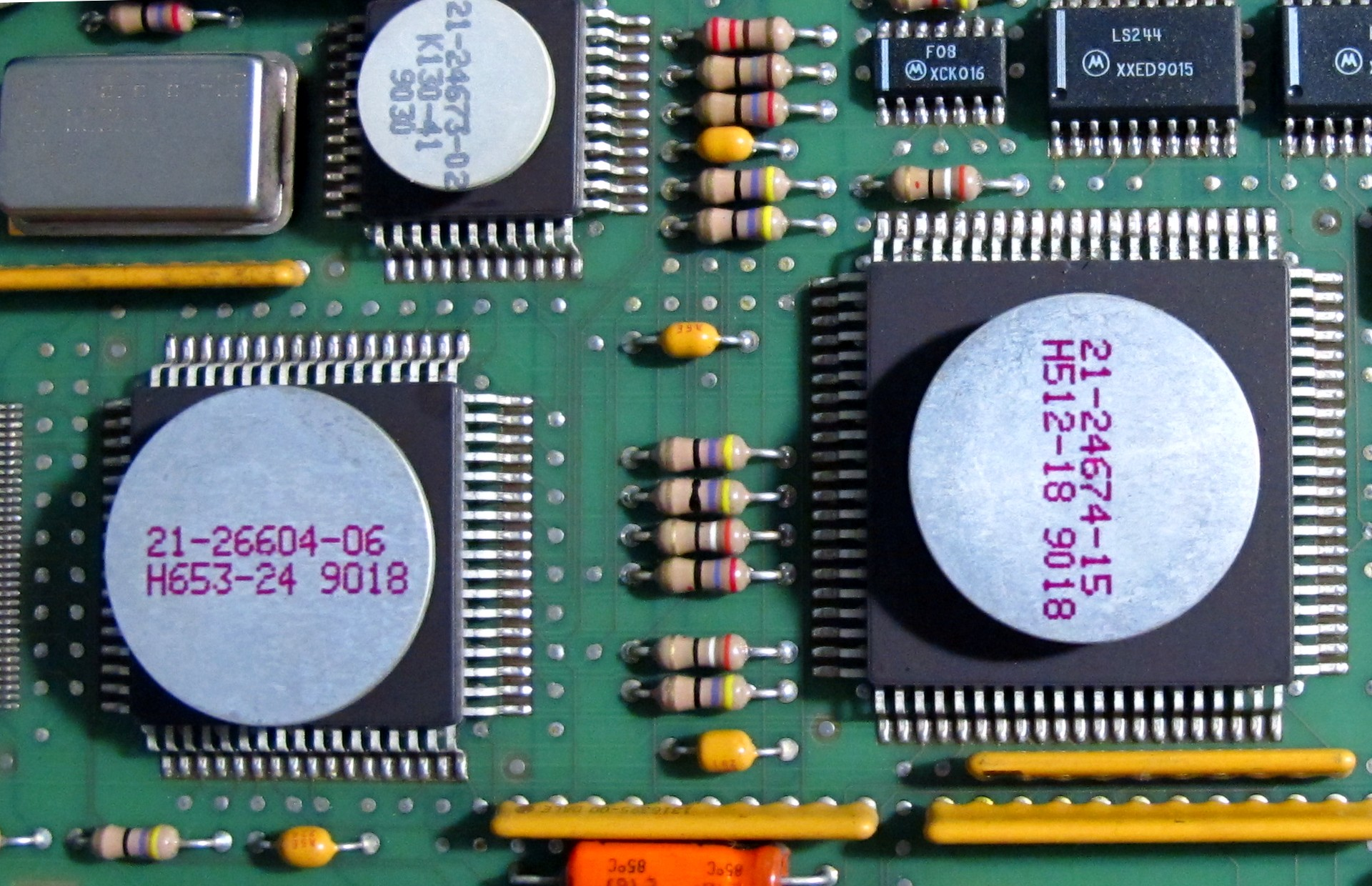
CVAX CPU (a jobb oldalon), bal oldalon a CFPA (lebegőpontos gyorsító). Felül látható az órajelgenerátor csip

A CVAX egy mikroprocesszor-csipkészlet amelyet a Digital Equipment Corporation (DEC) fejlesztett ki és gyártott az 1980-as évek második felében. A csipkészlet a VAX utasításkészlet-architektúrát (ISA) valósítja meg, több integrált áramkör – csip – felhasználásával. Az architektúra alapját képező VAX gépek ugyanezt az architektúrát több nyomtatott áramköri panel segítségével valósították meg, és a csipkészlet is valamennyire követi a funkcionális egységek tagolását. A csipkészlet elemei a CVAX 78034 CPU, a CFPA lebegőpontos gyorsító(egység), a CVAX órajelgenerátor csip, és a kapcsolódó támogató csipek, tehát a CVAX rendszertámogató csip (System Support Chip, CSSC), a CVAX memóriavezérlő (Memory Controller, CMCTL), és a CVAX Q-Bus interfész csip (CQBIC).

## CVAX 78034
A CVAX 78034, más néven a MicroVAX 78034, egy második generációs egycsipes VAX mikroprocesszor. A CVAX csipkészlettel szerelt rendszerek 1987 végén kezdtek megjelenni (kizárólag a DEC gyártásában). A csip órajelfrekvenciája 12,5 MHz (80 ns) a magasabb kategóriás rendszerekben, mint amilyen a VAX 6000 Model 200, és 11,11 MHz (90 ns) az alacsonyabb kategóriájú rendszerekben, mint például a MicroVAX 3500 és 3600.
A 78034 volt az első VAX mikroprocesszor, ami belső gyorsítótárat tartalmaz, ami egy 1 KiB-os kombinált utasítás- és adatfolyam-gyorsítótár. Ez a gyorsítótár elég különleges, mivel egytranzisztoros DRAM-okkal épül fel, miközben a korabeli mikroprocesszorok többsége SRAM-ot használt a belső gyorsítótár céljaira. Tehát ez volt az első mikroprocesszor, amely egytranzisztoros cellákkal felépülő DRAM-ot használt gyorsítótár céljára. A DEC a gyorsítótár-tömb méretének csökkentése miatt döntött a DRAM használata mellett. A tervezők úgy látták, hogy amennyiben a gyorsítótárat egytranzisztoros DRAM vagy hattranzisztoros SRAM cellákkal alakítják ki, akkor annak területe 2,4–3-szorosára növekszik. A megvalósított belső gyorsítótár egy vékony sávban helyezkedik el a lapka bal oldalán, és azt egy külső 64 KiB-os gyorsítótár egészíti ki.
A 78034 134 000 tranzisztort tartalmaz egy 9,7 × 7,4 mm (71,78 mm²) felületű lapkán. A DEC első generációs CMOS folyamatával – CMOS-1 – készült, ami egy 2,0 µm-es csíkszélességű CMOS folyamat, kétrétegű alumínium vezetékezéssel. A 78034-et 84 tűs keramikus tokozásba szerelték, hőelvezető lemezzel. Egyetlen +5 voltos tápfeszültséggel működik, disszipációja max. 1,5 W.
A mikroprocesszor mikroprogramozott, részben futószalagos és hat nagyobb funkcionális egységből áll; az I-Box, E-Box, M-Box, a sín-interfész egység (bus interface unit, BIU), a gyorsítótár, és a vezérlési tár és mikroszekvenszer (mikroprogram-szekvenszer) egységek. Az I-Box – kb. utasításdoboz – hívja le a VAX utasításokat a gyorsítótárból és dekódolja őket mikroutasításokká. Az I-Box-hoz egy egy IROM (Instruction decode ROM, utasításdekódoló ROM) memória kapcsolódik, amely az utasításdekódoláshoz szükséges információt tartalmazza.
Az E-Box (kb. végrehajtó doboz) tartalmazza a regisztertömböt, a 32 bites programszámlálót, valamint egy állandógenerátort (fix értékek, mit a 0 vagy 1, hardveres generátorát), egy léptetőegységet és egy aritmetikai-logikai egységet (ALU). A regisztertömb tartalmaz 31 db. egy olvasóportos/egy írási portos regisztert és nyolc db. két olvasási/egy írási portos regisztert. Az ALU 32 bites és képes az összeadás, kivonás és logikai utasítások végrehajtására. Bár az E-Box tartalmaz dedikált léptetőegységet, az ALU szintén fel van szerelve egy kevésbé hatékony léptetővel, az egész/fixpontos szorzás és osztás utasítások végrehajtása céljából. A regisztertömb kialakítása lehetővé teszi, hogy a végrehajtóegységek nagyobb teljesítményt érjenek el, a regiszterek szimultán elérésével (egyszerre több egység képes egyidőben hozzáféni a regisztertömb elemeihez, ami növeli a teljesítményt).
Az M-Box a memóriakezelő egység. Ennek van egy 28 bejegyzéses teljesen asszociatív translation look-aside buffer (TLB, asszociatív címfordító tár) egysége, amely a virtuális címeket fizikai címekké fordítja. A TLB mellett az olvasandó vagy írandó címeket meghatározó memóriacím-regiszterekkel is rendelkezik. Az M-Box a BIU-val – sín-interfész egységgel – szoros együttműködésben működik, mivel ez vezérli a belső gyorsítótárhoz való hozzáférést és a mikroprocesszor hozzáférését a 32 bites cím- és adatforgalmat bonyolító multiplexelt külső sínnel.
A vezérlőtár és mikroszekvenszer (mikroprogram-szekvenszer) a funkcionális egységeket vezérli a mikroprogram utasításain keresztül. A vezérlőtár 1600 41 bites szóból áll. Minden 41 bites szó két részre oszlik, egy 28 bites mezőre, amely a funkcionális egységek vezérlését kódolja, és egy 13 bites mezőre, amely a mikroszekvenszert (mikroprogram-szekvenszer) vezérli. Az X alakú cellákkal készült MicroVAX 78032 processzorral ellentétben a 78034-es hagyományos H alakú cellákkal épül föl. A mikroprogram-szekvenszer a mikrocímeket adja át a vezérlési tárnak.

## CFPA
A CFPA (CVAX Floating Point Accelerator, CVAX lebegőpontos gyorsító) egy lebegőpontos koprocesszor a CVAX 78034 számára.
A CFPA 65 000 tranzisztorból áll és egy 7,3 × 9,1 mm (66,43 mm²) felületű lapkán helyezkedik el. Ez a DEC első generációs, CMOS-1 CMOS folyamatával készült, ami egy 2,0 µm-es csíkszélességű folyamat, kétrétegű alumínium vezetékezéssel. A csipet 68 tűs, felületre szerelhető tokozásba helyezték.

## További fejlesztések

### CVAX+

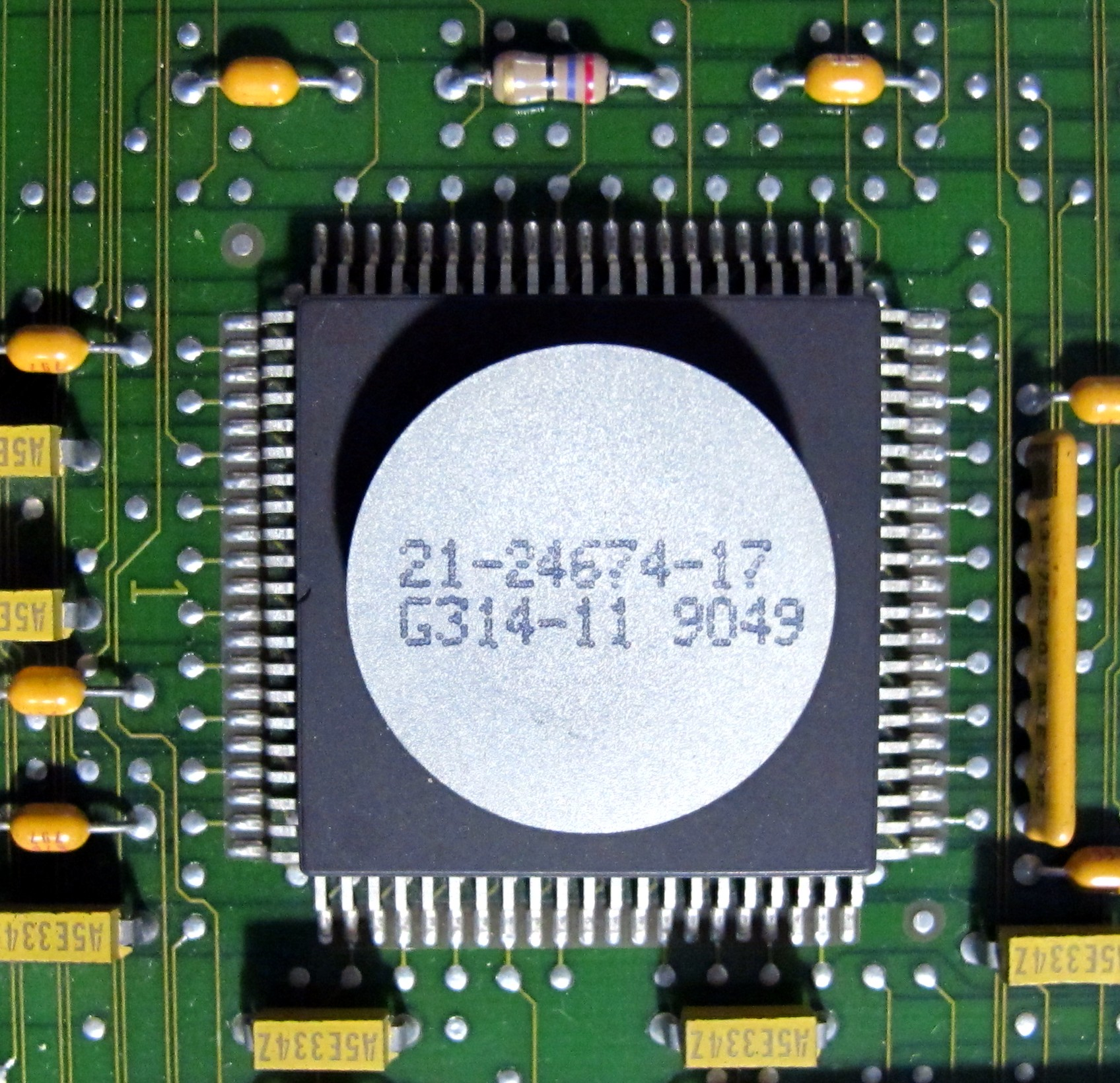
CVAX-60 csip CQFP-84 tokozásban, MicroVax 3100 alaplapon

A CVAX+ az eredeti CVAX optikai kicsinyítésével készült, a DEC második generációs CMOS folyamatával – CMOS-2 –, ami egy 1,5 µm-es csíkszélességű folyamat, kétrétegű vezetékezéssel. Az eredeti tervezőcsapat lekicsinyítette a CVAX 78034, CFPA és CMCTL csipeket, de a többi csipet változatlanul hagyta. Az összenyomott, CVAX-60 néven ismert 78034-es 1987 augusztusában került a tape-out fázisba (a maszkgyártás megkezdésének fázisába), még az eredeti 78034 nagy volumenű termelése előtt, a CFPA-60 pedig 1987 novemberében. A CVAX+ 16,67 MHz-en működött, az áramfelvétele azonban nem változott.
A CVAX+ csipet 1988 végén kezdték szállítani, a belépőszintű CVAX-alapú rendszerek feljavításaként, valamint a VAX 6000 rendszerekhez ugyanígy javításként, mivel a Rigel processzorok bevezetése késlekedett, gyártási problémák miatt.

### SOC
A SOC egy mikroprocesszor, amely egyetlen lapkán tartalmazta a CVAX 78034, CFPA és órajelvezérlő csipeket, és egy 8 KiB második szintű gyorsítótárat. Órajele 25 MHz, 1990-ben vezették be, belépőszintű szerverekben, munkaállomásokban, VXT-2000 X terminálokban alkalmazták, és beágyazott mikroprocesszorként a DEC felsőkategóriás printereiben és termináljaiban. A DEC harmadik generációs CMOS folyamatával készült (CMOS-3, 1,0 µm-es csíkszélesség, három rétegű vezetékezéssel).

## Fordítás
Ez a szócikk részben vagy egészben  a   CVAX című angol Wikipédia-szócikk ezen változatának fordításán alapul.  Az eredeti cikk szerkesztőit annak laptörténete sorolja fel. Ez a jelzés csupán a megfogalmazás eredetét és a szerzői jogokat jelzi, nem szolgál a cikkben szereplő információk forrásmegjelöléseként.